# Шопфлох (Средња Франконија)
Шопфлох (њем. Schopfloch) град је у њемачкој савезној држави Баварска. Једно је од 58 општинских средишта округа Ансбах. Према процјени из 2010. у граду је живјело 2.880 становника. Посједује регионалну шифру (AGS) 9571200.

## Географски и демографски подаци
Шопфлох се налази у савезној држави Баварска у округу Ансбах. Град се налази на надморској висини од 484 метра. Површина општине износи 15,3 km². У самом граду је, према процјени из 2010. године, живјело 2.880 становника. Просјечна густина становништва износи 188 становника/km².